# Горковский сельский совет (Синельниковский район)
Горковский сельский совет (укр. Гірківська сільська рада) — входит в состав
Синельниковского района
Днепропетровской области
Украины.
Административный центр сельского совета находится в 
с. Горки.

## Населённые пункты совета
- с. Горки
- с. Бурхановка
- с. Владимировское
- с. Запорожское
- с. Надеждино
- с. Третяковка
- с. Троицкое